# 史弘肇
史弘肇（？—950年），字化元，郑州滎泽（今河南郑州西北）人。後漢武將。

## 軍功升遷
父史潘是農家人。弘肇自幼不喜耕種，好耍弄拳棒，后梁時被選入禁軍。後成為石敬瑭侍卫，敬瑭見他身手不凡，命其保护妻子永宁公主。刘知远驻守太原时，將他提升為都将，并兼任雷州刺史。當時王晖投降契丹，史弘肇奉命征讨，一口氣拿下代州，以功授任忠武军节度使。

## 殺戮人殺
史弘肇治理京城开封时，路不拾遗。但他為人粗暴蛮横，殺戮甚重。 弘肇為將，麾下稍忤意，即撾殺之。然不問罪之輕重，理之是非，但云有犯，即處極刑。枉濫之家，莫敢上訴。軍吏因之為奸，嫁禍脅人，不可勝數。其又輕視文臣，曾自言：“安朝廷，定祸乱，直须长枪大剑，毛锥子（毛筆）安足用哉！”三司使王章不服氣，回答：“无毛锥，则财赋何可出？”又一日王章設宴請客，宰相苏逢吉与史弘肇在宴中因一句戏言起争端，史弘肇拔剑欲追杀逢吉，被人劝阻。后汉乾祐三年（950年）十一月，隐帝在朝上以谋反罪杀杨邠、史弘肇、王章三人，接下來又尽杀其親人與同黨。有子史德統。

## 延伸阅读
[在维基数据编辑]
 《舊五代史/卷107》，出自薛居正《舊五代史》
 《新五代史/卷30》，出自歐陽修《新五代史》